# FTSE 100

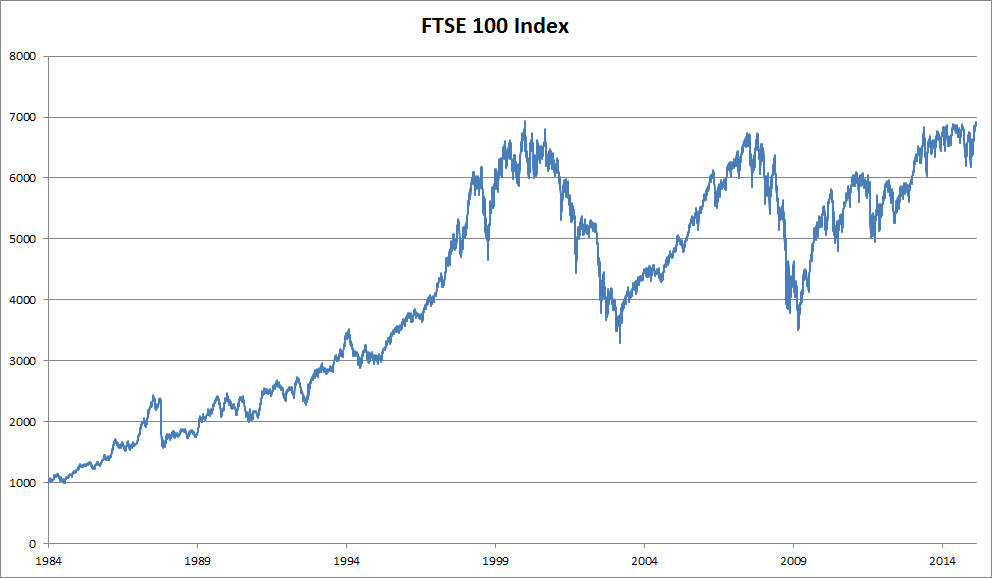
FTSE 100

FTSE 100 é um índice calculado pela FTSE The Index Company.
Representa um pool 100 ações representativas da Bolsa de Valores de Londres, visando detectar movimentos de alta ou baixa nas cotações.
A FTSE é uma companhia independente de propriedade conjunta do The Financial Times e do London Stock Exchange. Objetiva o manejo dos índices e serviços correlatos de dados, em escala internacional, além do Reino Unido. Foi começado a se calcular de 3 de Janeiro de 1984 desde o nível de 1000 pontos. Alcançou o seu valor de recorde de 6950.6 pontos aos 30 de Dezembro de 1999.

## Critérios de seleção
As empresas cujas ações são levadas em conta quando calcular o índice FTSE 100 devem satisfazer às condições estendidas a FTSE Group:
- formar parte da lista da Bolsa de valores de Londres,
- o custo de ações do índice FTSE 100 deve ser em libras ou euros,
- passar teste à pertença a um certo estado,
- as ações devem ficar em circulação livre e ter alta liquidez.

Em Setembro de 2021 o setor de mercadorias e serviços industriais tem sido o mais grande no índice com um peso de 11.5%, logo o seguia o setor financeiro com 11.3%, e o setor de saúde pública ocupando o terceiro posto com 9.9%. 10 empresas mais grandes têm tido o peso total de 41% na capitalização do mercado geral de todos os participantes de índice.
O índice é revisado cada trimestre, a primeira sexta-feira de Março, Junho, Setembro e Dezembro.

## Componentes
A lista seguinte corresponde à composição do índice em Setembro de 2014. O índice é composto por 100 empresas, mas a lista é composta por 101 entradas, uma vez que no caso das empresas Royal Dutch Shell e Schroders há duas categorias de ações.
| - 3i Group - Aberdeen Asset Management - Admiral Group - Aggreko - Anglo American - Antofagasta - ARM Holdings - Ashtead Group - Associated British Foods - AstraZeneca - Aviva - BAE Systems - BG Group - BHP Billiton - BP - BT Group - Babcock International - Barclays - Barratt Developments - British American Tobacco - British Land Company - British Sky Broadcasting Group - Bunzl - Burberry Group - CRH | - Capita Group - Carnival - Centrica - Coca-Cola - Compass Group - Diageo - Easyjet - Experian - Fresnillo - Friends Life - G4S - GKN - GlaxoSmithKline - Glencore - HSBC - Hammerson - Hargreaves Lansdown - IMI - ITV - Imperial Tobacco - International Airlines Group - InterContinental Hotels Group - Intertek Group - Intu Properties - Johnson Matthey | - Kingfisher - Land Securities Group - Legal & General - Lloyds Banking Group - London Stock Exchange - Marks & Spencer - Meggitt - Mondi - Wm Morrison Supermarkets - National Grid - Next - Old Mutual - Pearson - Persimmon - Petrofac - Prudential - RSA Insurance Group - Randgold Resources - Reckitt Benckiser - Reed Elsevier - Rexam - Rio Tinto Group - Rolls-Royce Group - Royal Bank of Scotland Group - Royal Dutch Shell A - Royal Dutch Shell B | - Royal Mail - SABMiller - Sage Group - J Sainsbury - Schroders - Scottish and Southern Energy - Severn Trent - Shire - Smith & Nephew - Smiths Group - Sports Direct International - St James Place - Standard Chartered Bank - Standard Life - Tesco - Travis Perkins - TUI Travel - Tullow Oil - Unilever - United Utilities - Vodafone - WPP Group - Weir Group - Whitbread - Wolseley |